# Case IH
Case IH er en amerikansk multinational producent af jordbrugsmaskiner og traktorer. Virksomheden var tidligere selvstændig, men Case IH er siden 2013 et datterselskab til italienske CNH Industrial.

## Produkter
Traktorer:
- 1194: 35kW (48Hk) 2WD
- 1294: 45kW (61Hk) 2WD eller 4WD
- 1394: 53kW (72Hk) 2WD eller 4WD
- 1494: 61kW (83Hk) 2WD eller 4WD